# The Lady (webserie)
The Lady è una webserie italiana creata da Lory Del Santo, interpretata da Gloria Contreras, Natalia Bush e Costantino Vitagliano, prodotta dal 2014 al 2017. Composta da webisodi pubblicati su YouTube, dalla durata compresa tra i 12 e i 14 minuti, l'opera è interamente scritta, diretta, prodotta, montata e fotografata da Lory Del Santo.

## Trama

### Prima stagione:L'amore sconosciuto
Lona, una giovane imprenditrice pubblicitaria dal passato turbolento e misterioso, è alle prese con le proprie emozioni e una travagliata relazione con Luc. Vive a Milano, dove è proprietaria di un palazzo con vista sulla città.
Lona è rappresentata per tutta la serie come una persona molto attenta al proprio lavoro e pratica, che conosce molto bene il mondo in cui opera e non si lascia manovrare. Viaggia molto per lavoro, Capri, Parigi, Londra, anche se viene mostrata applicarsi praticamente su un set fotografico solo nella località campana. La storia d'amore che vive con Luc la tormenta per via del suo timore di perdere la libertà, e rimane perciò in contatto con diversi uomini per tutte le puntate, senza però mai tradire. Questo atteggiamento è spiegato come "un gioco". Del suo passato la sceneggiatura non dice molto, viene offerto uno spaccato basato sul pettegolezzo solo in un dialogo tra il personal trainer e un frequentatore della palestra di Lona, che spiega come la famiglia di origine della Lady fosse povera, ma in seguito a un matrimonio con un uomo molto ricco lei si sia emancipata. L'uomo sembra essere morto in circostanze misteriose.
Tra le varie sottotrame è importante citare un'attività di spionaggio e controspionaggio a Miami, dove apparentemente la Lady ha un deposito importante. Questa location e anche alcuni dialoghi citanti personaggi dello spettacolo mostrano l'internazionalità della fama e del potere di Lona.
Attorno a Lona si muovono diverse figure e personaggi che arricchiscono la storia di molte sottotrame. Importanti da citare la segretaria Doris e i maggiordomi tuttofare Samir e Chang, personaggi molto positivi, a cui fanno da contrasto il nipote di Lona, il fidanzato di Doris e molti altri sfaccendati che abusano della generosità di Lona.

### Seconda stagione:L'odio passionale
Una cospirazione sembra muoversi ai danni di Lona: l'amico Manuel a una festa droga il suo cocktail e approfitta del suo mancamento per rubarle il contenuto della sua preziosa borsetta; la misteriosa Zora, a capo dei "Black Angels", giura vendetta nei confronti di Lady. Nonostante le crisi, Lona (single, dopo la separazione da Luc) continua il suo lavoro.
Il contrasto tra la filosofia di Zora basata sull'odio totale e viscerale che questa prova per Lona e le riflessioni sempre più introspettive sul senso dell'amore che La Lady ci propone è il dittico su cui è basata l'intera serie.

### Terza stagione:La perfidia patinata
Lady ha voglia di raccontarsi. Giselle ritorna in scena. Nuovi personaggi irrompono affermando il proprio io. Zora non si ferma, vuole andare fino in fondo e i Black Angels sono sempre al suo fianco, ma sorgono attriti all'interno del gruppo. La segretaria di Lona viene sostituita e lo spettatore comprende che la nuova arrivata è una marionetta inviata per rovinare la Lady.
La serie termina con Lona che fa una risalita metaforica dal bordo del mare ad un osservatorio sulle Alpi, con un soliloquio della Lady, con l'aria della Carmen, riguardo alla rivalsa personale, ai sentimenti universali e al valore dell'arte.

## Webisodi
| Stagione         | Webisodi | Pubblicazione originale |
| ---------------- | -------- | ----------------------- |
| Prima stagione   | 10       | 2014                    |
| Seconda stagione | 12       | 2015-2016               |
| Terza stagione   | 15       | 2017                    |

## Produzione

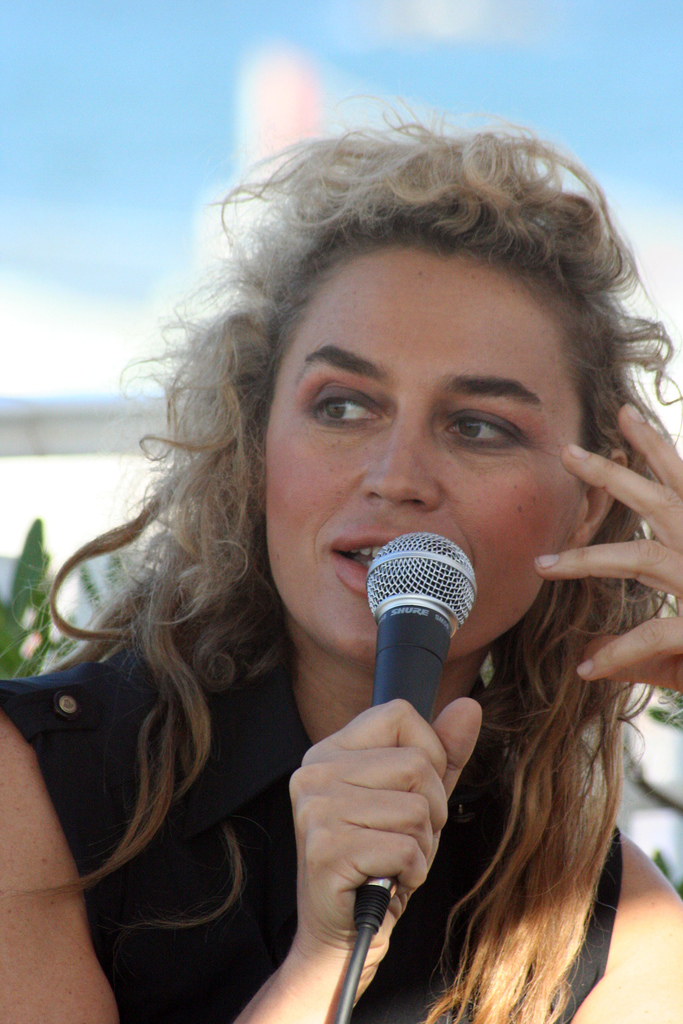
Lory Del Santo

Inizialmente la webserie era stata pensata dalla sua ideatrice Lory Del Santo come secondo cortometraggio di un'ideale trilogia; il primo, anch'esso distribuito tramite il canale YouTube dell'ex showgirl nell'aprile 2013, e parimenti intitolato con un doppio titolo inglese-italiano, The Night Club - Osare per credere, vedeva come protagoniste Gloria Contreras e Aída Yéspica. Successivamente la durata di questa seconda opera ha raggiunto quella di un tipico lungometraggio facendo quindi decidere per una suddivisione in webisodi da circa una decina di minuti l'uno, da distribuire con cadenza settimanale. Le scene della prima stagione sono state girate in due settimane in varie località, sia italiane (Milano, Roma, Capri) sia estere (Londra, Parigi, Miami), e l'intero progetto è stato finanziato da Del Santo stessa.
Il titolo provvisorio della webserie era The Lady - L'amore questo sconosciuto, come attestano i comunicati di Del Santo precedenti alla pubblicazione.

## Accoglienza
In seguito a una fortunata recensione in chiave ironica sull'edizione italiana di Vice a opera di Niccolò Carradori, le visualizzazioni alla webserie sono aumentate vertiginosamente. L'imperizia tecnica, la quasi totale mancanza di trama, il dilettantismo degli interpreti e la disorganicità che pervade l'intera produzione, l'hanno immediatamente consacrata a capolavoro del trash e del surreale. Diversi commentatori hanno paragonato scherzosamente The Lady a un film di David Lynch, per l'assurdità delle situazioni e l'incoerenza dei dialoghi, che sfociano involontariamente nel più totale nonsense.
L'edizione italiana di Wired, in un articolo firmato dal critico cinematografico Gabriele Niola, l'ha definita «un capolavoro di trash purissimo», ritenendo che con questa webserie Del Santo abbia dato vita al genere «coatto-chic», con protagonisti «uomini vestiti malissimo ma palestratissimi e tatuati» e donne dai «fisici impensabili» che «esprimono i monologhi interiori a voce alta e giustificano la chirurgia estetica come un massaggio». Sempre Niola, questa volta su Punto Informatico, fa notare come il prodotto, che ha ottenuto un buon riscontro di visualizzazioni, non punti tanto al tipico pubblico delle webserie italiane di successo, quanto a spettatori più sovrapponibili con la tradizionale platea televisiva, fino ad allora poco coinvolta dalle produzioni per la rete. La rubrica curata dall'attrice Francesca Petretto sul Fatto Quotidiano critica l'opera, che sembrerebbe involontariamente creata «per spiegare con facilità e con agghiacciante precisione il concetto di trash», ritenendo scarse sia le doti di recitazione degli attori e delle attrici presenti, sia il lato tecnico (tra cui inquadrature errate e doppiaggi fuori sincrono), pur invitando i lettori a vederla in quanto «esperienza davvero illuminante». Il Secolo XIX ha evidenziato come proprio i difetti della webserie e i suoi «ingredienti grotteschi» di trama ne abbiano decretato il successo, rendendola «un prodotto talmente trash che crea dipendenza» e quindi in grado di divenire «un appuntamento atteso degli internauti».
L'8 dicembre 2014 un'anteprima del decimo e ultimo webisodio della prima stagione di The Lady è stata trasmessa all'interno del programma Quanto manca di Rai 2, in cui sono stati anche invitati e intervistati alcuni membri del cast. La crescente notorietà della webserie, seppur dovuta a giudizi negativi, ha fatto sì che questa venisse anche parodiata dalla trasmissione Quelli che il calcio, sempre su Rai 2, che le ha dedicato uno sketch dell'imitatrice Lucia Ocone.
Il 28 maggio 2017 Del Santo ha ricevuto il "Premio Web" per la regia di The Lady al Festival Intercomunale del Cinema Amatoriale di Brescia.